# Mikastadion
Het Mikastadion is een voetbalstadion in de Armeense stad Jerevan. In het stadion speelde MIKA Asjtarak haar thuiswedstrijden.